# Villamuera de la Cueza
Villamuera de la Cueza es un municipio y localidad en la comarca de Tierra de Campos, provincia de Palencia, comunidad autónoma de Castilla y León, España.

## Historia
El topónimo parece proceder del sustantivo latino villa con sentido de granja, hacienda campestre, etc. más el también sustantivo latino arabizado Muria o Maura, un repoblador, acaso mozárabe, de los traídos por Fernando I en el siglo XI, por lo que vendría a significar el lugar de la pequeña quinta o granja del repoblador Muria. Mientras que Cueza, es un anexo localizador puesto en el siglo XIX, y con significado de vaguada, cuenca o algo similar. 
Entre Villamuera y Riberos, ambas de la Cueza, existió una localidad, actualmente ya despoblada, denominado Villovildo que parece perteneció a la Orden de San Juan y que dispusiera de dos iglesias, que advocaban a San Esteban y San Lorenzo. Asimismo aún en el siglo XIV en Riberas contaba con otra iglesia que estaba dedicada al Salvador; la actual se dedica a Santa María. 
De la antigua iglesia de Santa María de Villamuera tan sólo queda la puerta de arco de medio punto que hoy en día conforma la parte de la iglesia de Nuestra Señora de las Nieves. Guarda restos Villamuera de un viejo pósito pío o panera comunal y aún a finales del siglo XIX se citaba un coto cerrado con el nombre de Villaverde de Volpejera, acaso un antiguo despoblado. 

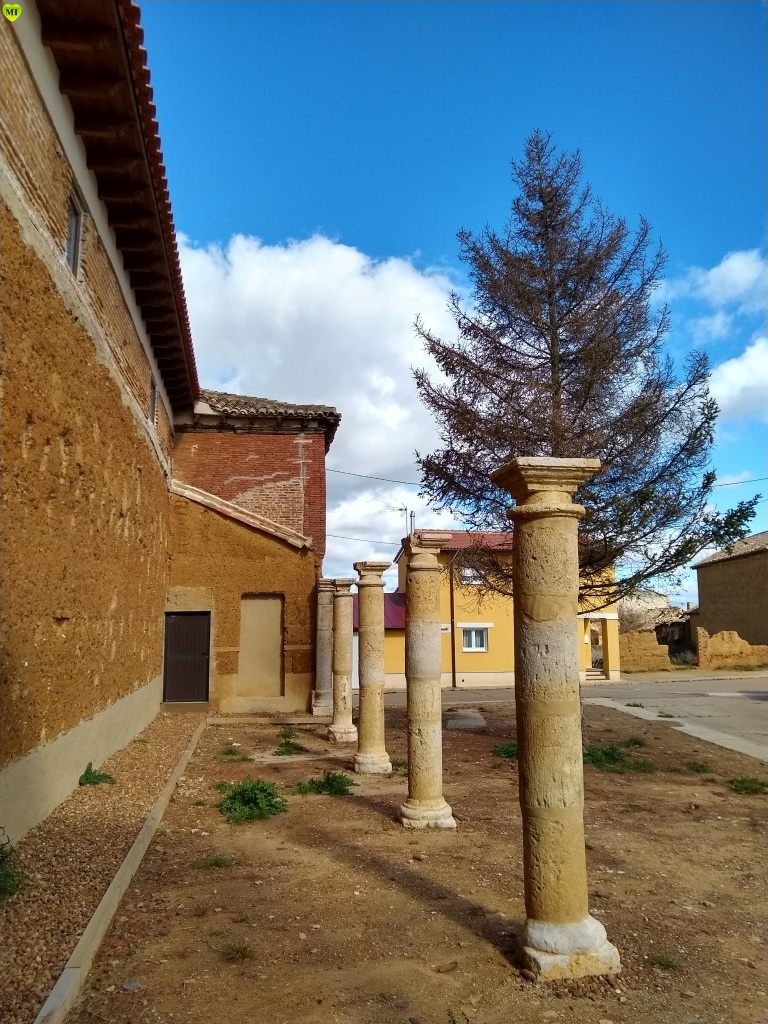
Detalle de las columnas junto a la iglesia

Pasa por el término un tramo de la Cañada Real Leonesa.

## Geografía humana

### Demografía
Cuenta con una población de 37 habitantes (INE 2024).
| Gráfica de evolución demográfica de Villamuera de la Cueza entre 1842 y 2021                                                                                                  |
| |
| Población de derecho según los censos de población del INE Población de hecho según los censos de población del INEEn estos censos se denominaba Villanueva de la Cueza: 1842 |

| 1900 | 1910 | 1920 | 1930 | 1940 | 1950 | 1960 | 1970 | 1981 | 1991 | 2014 |
| 284  | 284  | 217  | 244  | 290  | 287  | 307  | 190  | 112  | 80   | 46   |

## Administración y política

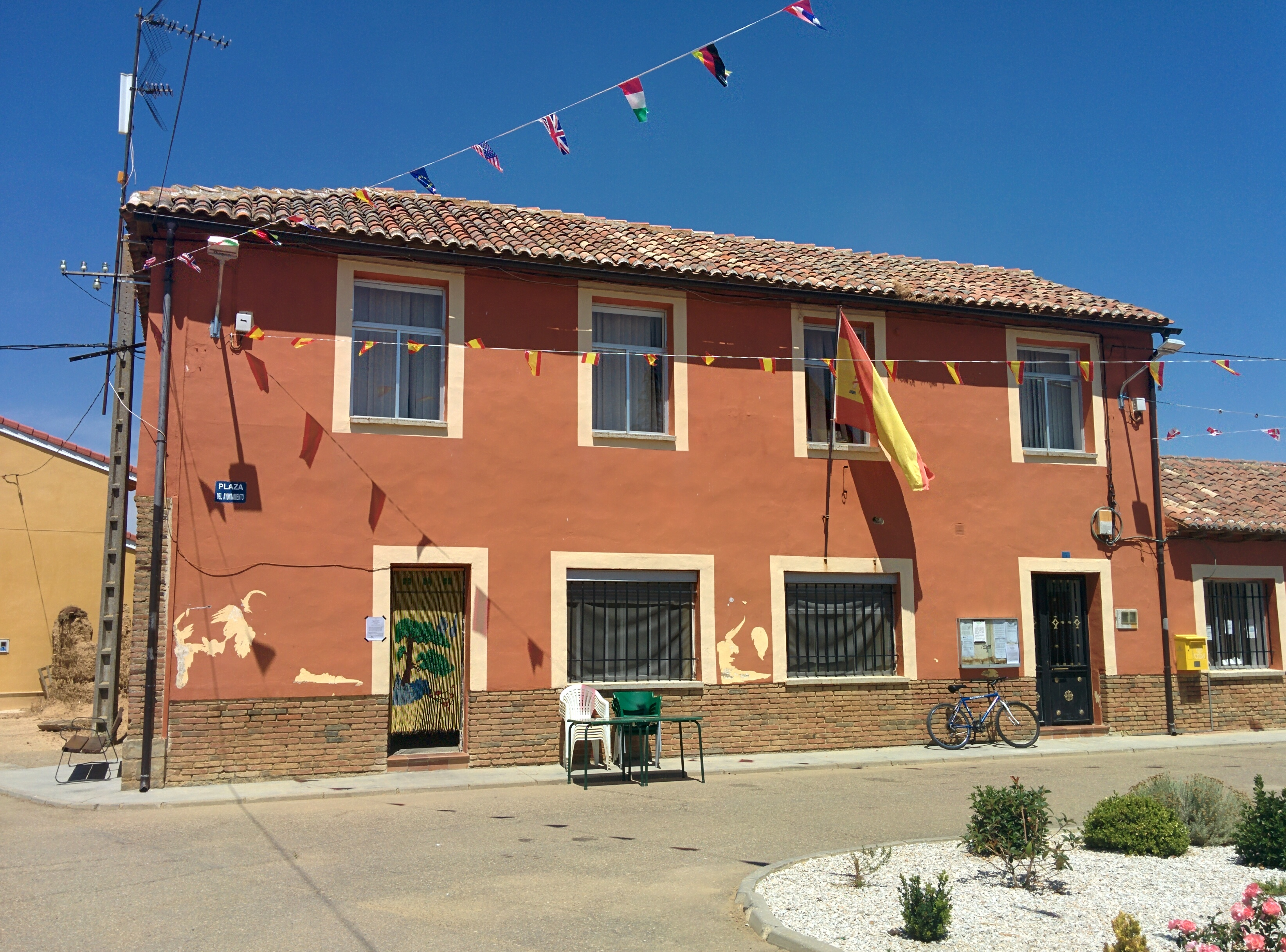
Casa consistorial

La corporación municipal de Villamuera de la Cueza está formada por 3 cargos, elegidos según lo establecido por la Ley Orgánica del Régimen Electoral General española (LOREG).  
Durante las elecciones locales celebradas el 24 de mayo de 2015 revalidó su puesto de alcalde José Duránez Acero, con mayoría absoluta por el Partido Popular. Así pues, el PP obtuvo la alcaldía y dos concejales, mientras que el PSOE obtuvo un solo concejal.
Resultados elecciones municipales 22 de mayo de 2015 en Villamuera de la Cueza
- Partido Popular: 26 votos (65%) | 2 concejales.
- Partido Socialista Obrero Español: 10 votos (25%) | 1 concejal.

Resultados elecciones municipales 22 de mayo de 2011 en Villamuera de la Cueza
- Partido Popular: 35 votos (66.04%) | 2 concejales.
- Partido Socialista Obrero Español: 13 votos (24.53%) | 1 concejal.

Resultados elecciones municipales 27 de mayo de 2007 en Villamuera de la Cueza
- Candidatura Independiente - El Partido de Castilla y León: 42 votos (72,41%) | 1 concejal.
- Partido Popular: 15 votos (25,86%) | 0 concejales.
- Partido Socialista Obrero Español: 0 votos (0%) | 0 concejales.